# John Pounds
John Pounds (17 juin 1766 - 1er janvier 1839) est un enseignant et altruiste né à Portsmouth, et le responsable de la création du concept des écoles Ragged. Après la mort de Pounds, Thomas Guthrie (souvent crédité de la création de Ragged Schools) écrit son Plea for Ragged Schools et indique John Pounds comme l'initiateur de cette idée.

## Biographie
Pounds est gravement paralysé au milieu de son adolescence, après être tombé dans une cale sèche au chantier naval de Portsmouth, où il est apprenti comme constructeur naval. Il ne peut plus travailler au chantier naval et gagne désormais sa vie comme cordonnier.
Il parcourt les rues de Portsmouth à la recherche d'enfants pauvres et sans abri, les emmenant dans son petit atelier et leur enseignant les bases de la lecture, de l'écriture et du calcul. Ce petit atelier accueille souvent jusqu'à 40 enfants à la fois. John emporte avec lui des aliments simples comme des pommes de terre au four pour attirer les enfants.
De nombreuses années après sa mort, John Pounds devient un héros local dans sa ville natale de Portsmouth, remportant en 1999 le prix "Homme du millénaire" d'un journal local, devant des héros locaux plus célèbres à l'échelle nationale, notamment l'amiral Lord Nelson et Charles Dickens.
Une chapelle unitarienne nommée en sa mémoire se dresse dans le Vieux Portsmouth et sa vie est célébrée dans une cantate sacrée Greatheart : The Story of John Pounds, par le Rev. Carey Bonner. En 2005, le John Pounds Center ouvre à Queen Street, Portsmouth pour encourager «un mode de vie plus heureux et plus sain, que ce soit par l'apprentissage, des activités physiques ou sociales». Jusqu'en 1975, il y a un secondaire moderne pour filles à Portsea qui porte son nom, c'est maintenant un centre communautaire.